# Transmon

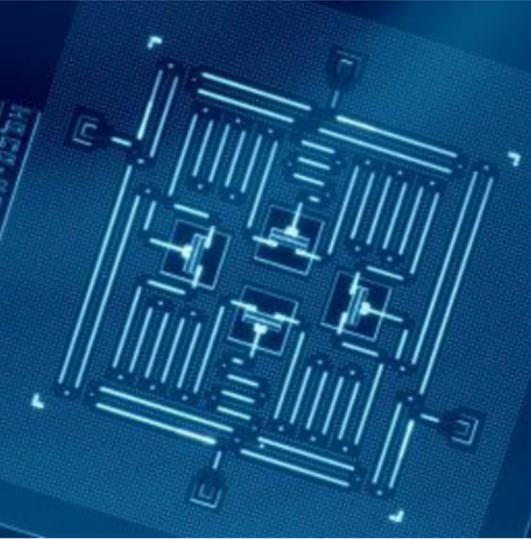
Dispositivo composto por quatro qubits transmon, quatro barramentos quânticos e quatro ressonadores de leitura fabricados pela IBM e apresentados em um artigo de computação quântica de 2017

Um transmon é, em computação quântica de supercondutores, um qubit do tipo  supercondutor projetado para reduzir a sensibilidade ao ruído de carga.O transmon foi desenvolvido na Universidade Yale em 2007 por Robert J. Schoelkopf, Michel Devoret, Steven M. Girvin e os seus colegas.